# Клицоноша
Клицоноша, је особа или животиња која након прележане заразне болести (нпр. стафилококне инфекције) у свом организму носи и даље патогене клице, па је стални (потенцијални) извор заразе, за своју околину. Клицоноша заразу најчешће преноси капљичним путем, затим директним или индиректним контактом и преко вектора заразних болести.

## Облици клицоноштва
Клицоноше могу бити: здраве клицоноше, активне клицоноше, клицоноше у инкубацији (латентно болесне особе), клицоноше реконвалесценти.

### Активне клицоноше
Активне клицоноше, или пацијенти који немају симптоме болести,  могу бити:
- особе које су прележале заразне болести
- особе које раде са животним намирницама
- особе које раде са водом
- особе које раде са малом и школском децом (јаслице, вртићи, школе)
- здравствени радници и друго особље које ради са пацијентима.[1]

### Клицоноше према дужини трајања клицоноштва
Према дужини трајања клицоноштва, потенцијални клицоноша као извор заразе или отпуштања микроорганизма у околину може бити;
- Акутни или пролазни клицоноша (заражени: стафилококом, стрептококом, менингококом, шигелом и салмонелама у ужем смислу). Клицоноштво код ових особа траје неколико дана до неколико недеља. Акутно клицоноштво открива се брисом носа и ждрела најкасније 5 дана након утврђивања симптома; преглед се наставља док се не добију два узастопна негативна налаза.
- Хронични клицоноша (заражен: тифусном салмонелом, трбушним тифусом или паратифусом, вирусном жутицом типа Б или АИДС). Клицоноштво код ових особа траје више месеци или година. Хронично клицоноштво започиње годину дана након оздрављења од заразне болести и често траје доживотно.
- Повремени клицоноша

## Епидемиологија
Статистички подаци из литературе наводе да је у просеку свака десета особа потенцијални клицоноша (а да она сама то не зна).
У брисевима радника (клицоноша) који професионално раде са храном најчешће се изолују стафилококе, ешерихија коли, али понекад и паразити, попут глиста. Због тога се нпр. само у Београду свакога месеца, због неисправних брисева, пошаље на привремено лечење између 200 и 300 радника клицоноша запослених у градским пекарама, ресторанима, ћевабџиницама, сендвичарама.

## Путеви преношења заразе са клицоноше на здраву особу
Клицоноша заразу преноси 
- капљичним путем (преко капљица током искашљавања, кијања, говора или пољупца клицоноша ситним капљицама или аеросолом преноси заразу на здраву особу на растојању до 1 метра)
- директним контактом ( рукама током руковања, полним односом, излучевинама као што су измет, мокраћа, крв, испљувак, угризом човека или бесне животиње)
- индиректним контактом (преко разних предмета као што су играчке, прибор за јело и пиће, медицинских инструмената у медицини и стоматологији.)
- преко вектора (инсекти, крпељи, гриње, буве).
- преко постељице (плаценте) (у трудноћи са мајке на плод)

## Мере превенције
У циљу спречавања даљег ширења заразних болести контрола на клицоноштво спроводи се првенствено:
- Код свих особа пре ступања у радни однос
- Код особа које раде са храном и водом сваких шест месеци
- Код осталих особа као што су нпр здравствени радници, сваке године
- Код деце пре поласка у школу или вртић, као и након прележаних заразних болести.
- Код особа које долазе из ендемичних подручја (где има забележених случајева оболелих од маларија, колера и других болести) на граничним прелазима.
- По завршеном лечењу болесника оболелих од заразних болести.

Контрола болесника на клицоноштво након завршеног лечења појединих заразних болести
1. Контрола клицоноша након прележаног тифуса и паратифуса спроводи се:
- Седам дана након престанка лечења (први преглед)
- Затим у размацима ме мањим од 24 часа
- Затим једном месечно док три узастопна налаза столице и мокраће не буду негативна. Тада се особа проглашава за хроничног клицоноша.
- Контрола се надаље спроводи сваких 6 месеци. Да би се таква особа прогласила негативном на клицоноштво потребно је да 6 узастопних налаза столице и мокраће буду негативни, а у задњем налазу у жучи убразмазила узетим не краћим од месец дана.

2. Контрола клицоноша након прележане дизентерије и тровање храном
- Након престанка симптома, три дана се узастопно прегледава столица на клицоноштво
- Ако је налаз и даље позитиван након 14 поново се прегледава столица и тако свака три месеца до два узастопна негативна налаза.

НАПОМЕНА: За време клицоноштва такве особе не смеју радити у: производњи и дистрибуцији животних намирница, са водом, у јаслицама, вртићима, школама и здравственим установама.

## Клицоноштво према Међународној класификацији болести (МКБ-10)
- З22   -  Kлицоноша заразних болести
- З22.0 - Клицоноше трбушног тифуса
- З22.1 - Клицоноша других цревних заразних болести
- З22.2  - Клицоноша дифтерије
- З22.3 - Клицоноша других означених бактеријских болести
- З22.4 - Клицоноша узрочника који се претежно преносе полним путем
- З22.5 - Клицоноша хепатитиса узрокованог вирусом
- З22.6 - Клицоноша хуманог Т-лимфотропног вируса тип 1 (ХТЛВ-1)
- З22.8 - Клицоноша других заразних болести
- З22.9 - Клицоноша заразне болести, неозначене